# Microlynchia pusilla
Microlynchia pusilla är en tvåvingeart som först beskrevs av Speiser 1902.  Microlynchia pusilla ingår i släktet Microlynchia och familjen lusflugor. Inga underarter finns listade i Catalogue of Life.